# Dystopia (videogioco)
Dystopia è una modifica a tema cyberpunk dello sparatutto in prima persona Half-Life 2 (dell'anno 2004). La prima demo giocabile è stata distribuita il 9 settembre 2005, dopo un anno di progetto e nove mesi di realizzazione. La prima versione completa è stata distribuita il 24 febbraio 2007, disponibile anche in italiano.

## Introduzione
Dystopia è una conversione totale, per il solo gioco multiplayer online, che ha luogo in un mondo futuristico dove due fazioni si combattono: i Mercenari Punk e le Forze di Sicurezza della Corporazione.  Dystopia è uno sparatutto in prima persona e come molte altre mod del genere, è basata sul lavoro di squadra.  Anche se l'aspetto dei personaggi differisce notevolmente tra le due squadre e ognuna di esse ha una serie differente di obiettivi, le squadre sono identiche per quanto riguarda l'equipaggiamento e le specifiche.
La caratteristica che rende unico Dystopia è l'elemento del cyberspazio. I giocatori che si equipaggeranno con l'innesto "Cyberdeck" potranno "jackarsi" nel cyber-mondo (questo viene definito "decking") ed usare speciali terminali virtuali per controllare oggetti fisici nel mondo reale, in modo da aiutare i propri compagni di squadra a conseguire gli obbiettivi. Il Cyber-spazio in Dystopia aggiunge un interessante livello di strategia e complessità al gioco
Un'altra caratteristica degna di nota è la sezione "Premi" nella tabella del punteggio, che è mostrata alla fine di ogni round.  Premi spiritosi sono assegnati ai giocatori che eccelgono in determinate aree, come Minions do my Bidding ("i servi mi obbediscono") per i giocatori con il numero più alto di frag con le spider grenade.

## Elementi di gioco

### Innesti (Implants)
Dystopia è caratterizzata da un sistema di "innesti" (implants) che permettono ai giocatori di potenziare le loro abilità in base al loro stile o al loro ruolo che ricoprono nella squadra. Gli innesti conferiscono abilità speciali come lo stealth (mascheramento ottico) e la visione termica (per individuare chi utilizza lo stealth, ma non solo). Ci sono due categorie di innesti: innesti per la testa (Headspace implants) e innesti per il corpo (BodySpace implants). Ogni classe ha un certo numero di slot disponibili per entrambi: la classe light ne possiede di più, la classe heavy di meno. Gli innesti sono i seguenti:
- HeadSpace:
  - CyberDeck -
  - TAC Scanner -
  - Thermal Vision -
  - Sound Wave Triangulator (SWT) -
  - Cortex Bomb -
- BodySpace:
  - Stealth -
  - Sound Suppressor -
  - MediPlant -
  - Leg Boosters -
  - Superconductor Capacitor Storage (SCS) -

### Classi
Ci sono tre classi differenti:
- Light: questa classe ha armi leggere (pistole, ecc.) ed è la classe più veloce
- Medium: questa è la classe con armi medie (mitragliatrici, ecc.) ed ha una discreta velocità
- Heavy: questa classe ha gli armamenti pesanti (lanciarazzi, ecc.)